# Chrysotus
Genre
Chrysotus est un genre de petites mouches prédatrices, à longues pattes de la famille des Dolichopodidae et de la sous-famille des Diaphorinae. Il s'agit d'un taxon actuel, mais il existe des espèces fossiles (Chrysotus decorus, Chrysotus lepidus, Chrysotus praeconcinnus, Chrysotus setosus, Chrysotus stanciui) datant du Quaternaire de l'Ukraine, de l'Éocène de la Roumanie et de la Russie et de Miocène du Mexique.

## Liste des espèces

### A
Chrysotus acuticornis - 
Chrysotus acutus - 
Chrysotus adsiduus - 
Chrysotus affinis - 
Chrysotus agalmus - 
Chrysotus albibarbus - 
Chrysotus albihirtipes - 
Chrysotus albipalpus - 
Chrysotus albisignatus - 
Chrysotus albohirtus - 
Chrysotus aldrichi - 
Chrysotus alpicola - 
Chrysotus alternus - 
Chrysotus amabilis - 
Chrysotus amurensis - 
Chrysotus andrei - 
Chrysotus andreji - 
Chrysotus angulicornis - 
Chrysotus angustifacies - 
Chrysotus annulatus - 
Chrysotus anomalus - 
Chrysotus apicalis - 
Chrysotus arcticus - 
Chrysotus arduus - 
Chrysotus argentatus - 
Chrysotus arkansensis - 
Chrysotus arvernicus - 
Chrysotus atratus - 
Chrysotus auratus - 
Chrysotus azoricus

### B
Chrysotus badius - 
Chrysotus baerti - 
Chrysotus baicalensis - 
Chrysotus bajaensis - 
Chrysotus barbipes - 
Chrysotus barretoi - 
Chrysotus beijingensis - 
Chrysotus bellax - 
Chrysotus bellulus - 
Chrysotus bellus - 
Chrysotus bicercusi - 
Chrysotus bicolor - 
Chrysotus bigoti - 
Chrysotus blepharosceles - 
Chrysotus bracteatus - 
Chrysotus brasiliensis - 
Chrysotus brevicornis - 
Chrysotus brevispina - 
Chrysotus brevitibia

### C
Chrysotus caerulescens - 
Chrysotus caerulus - 
Chrysotus calcaratus - 
Chrysotus californicus - 
Chrysotus callichromus - 
Chrysotus canadensis - 
Chrysotus caroliniensis - 
Chrysotus caudatulus - 
Chrysotus caudatus - 
Chrysotus chaetipalpus - 
Chrysotus chaetoproctus - 
Chrysotus chetifer - 
Chrysotus chilensis - 
Chrysotus chinensis - 
Chrysotus chlanoflavus - 
Chrysotus choricus - 
Chrysotus cilipes - 
Chrysotus clypeatus - 
Chrysotus cockerellae - 
Chrysotus collini - 
Chrysotus coloradensis - 
Chrysotus contractus - 
Chrysotus convergens - 
Chrysotus corbieri - 
Chrysotus corniger - 
Chrysotus cornutus - 
Chrysotus costalis - 
Chrysotus cressoni - 
Chrysotus crosbyi - 
Chrysotus cubanus - 
Chrysotus cupreus - 
Chrysotus currani

### D
Chrysotus dakotensis - 
Chrysotus decipiens - 
Chrysotus defensus - 
Chrysotus degener - 
Chrysotus denticornis - 
Chrysotus diaphorus - 
Chrysotus diligens - 
Chrysotus discolor - 
Chrysotus discretus - 
Chrysotus distinctus - 
Chrysotus divergens - 
Chrysotus diversus - 
Chrysotus dividuus - 
Chrysotus dorli - 
Chrysotus dorsalis - 
Chrysotus dubius

### E
Chrysotus edwadsi - 
Chrysotus elongatus - 
Chrysotus emarginatus - 
Chrysotus eques - 
Chrysotus errans - 
Chrysotus excavatus - 
Chrysotus exceptus - 
Chrysotus excisicornis - 
Chrysotus excisus - 
Chrysotus excretus - 
Chrysotus exilis

### F
Chrysotus femoralis - 
Chrysotus femoratus - 
Chrysotus flavicauda - 
Chrysotus flavimaculata - 
Chrysotus flavipalpis - 
Chrysotus flavisetus - 
Chrysotus fortunatus - 
Chrysotus frontalis - 
Chrysotus furcatus - 
Chrysotus fuscoluteus

### G
Chrysotus giganteus - 
Chrysotus gilvipes - 
Chrysotus glebi - 
Chrysotus gramineus - 
Chrysotus grandicornis - 
Chrysotus gratiosus - 
Chrysotus guyanensis

### H
Chrysotus halteralis - 
Chrysotus halteratus - 
Chrysotus harmstoni - 
Chrysotus hastatus - 
Chrysotus hilburni - 
Chrysotus hirsutus - 
Chrysotus hirtipes - 
Chrysotus hirtus - 
Chrysotus humilis - 
Chrysotus hypnususi

### I
Chrysotus idahoensis - 
Chrysotus imitator - 
Chrysotus incertus - 
Chrysotus incisus - 
Chrysotus inconspicuus - 
Chrysotus incumbens - 
Chrysotus indifferens - 
Chrysotus inermis - 
Chrysotus infirmus
Chrysotus inornatus - 
Chrysotus insignis - 
Chrysotus integer - 
Chrysotus intrudus

### J
Chrysotus javanensis - 
Chrysotus johnsoni - 
Chrysotus junctus

### K
Chrysotus kansensis - 
Chrysotus kerguelensis - 
Chrysotus kholsa

### L
Chrysotus laciniatus - 
Chrysotus laesus - 
Chrysotus lamellicaudatus - 
Chrysotus lamellifer - 
Chrysotus laminatus - 
Chrysotus latealtus - 
Chrysotus latifacies - 
Chrysotus leucosetus - 
Chrysotus litoralis - 
Chrysotus lividiventris - 
Chrysotus ljutengensis - 
Chrysotus lobipes - 
Chrysotus logvinovskii - 
Chrysotus longihirtus - 
Chrysotus longimanus - 
Chrysotus longipalpus - 
Chrysotus longiseta - 
Chrysotus longiventris - 
Chrysotus lundbladi

### M
Chrysotus madagascariensis - 
Chrysotus magnicornis - 
Chrysotus magnipalpus - 
Chrysotus major - 
Chrysotus malachiticus - 
Chrysotus mediocaudatus - 
Chrysotus megaloceras - 
Chrysotus melampodius - 
Chrysotus meridionalis - 
Chrysotus metatarsatus - 
Chrysotus mexicanus - 
Chrysotus microtatus - 
Chrysotus millardi - 
Chrysotus minimus - 
Chrysotus minor - 
Chrysotus minuticornis - 
Chrysotus mirandus - 
Chrysotus miripalpus - 
Chrysotus mobilis - 
Chrysotus modestus - 
Chrysotus monochaetus - 
Chrysotus monticola - 
Chrysotus morrisoni

### N
Chrysotus nanus - 
Chrysotus neglectus - 
Chrysotus neopicticornis - 
Chrysotus neoselandensis - 
Chrysotus neotropicus - 
Chrysotus niger - 
Chrysotus nigerimus - 
Chrysotus nigriciliatus - 
Chrysotus nigrifrons - 
Chrysotus nigripalpis - 
Chrysotus nubilus - 
Chrysotus nudipes - 
Chrysotus nudisetus - 
Chrysotus nudus

### O
Chrysotus obliquus - 
Chrysotus obscuripes - 
Chrysotus orichalceus - 
Chrysotus orientalis - 
Chrysotus ovalicornis

### P
Chrysotus pallidipalpus - 
Chrysotus pallipes - 
Chrysotus palmatus - 
Chrysotus palparis - 
Chrysotus palpatus - 
Chrysotus palpiger - 
Chrysotus palustris - 
Chrysotus papuanus - 
Chrysotus paradoxus - 
Chrysotus parapicalis - 
Chrysotus parilis - 
Chrysotus parthenus - 
Chrysotus parvicornis - 
Chrysotus parvipalpus - 
Chrysotus parvulus - 
Chrysotus pauli - 
Chrysotus pectoralis - 
Chrysotus peculiariter - 
Chrysotus pennatus - 
Chrysotus peregrinus - 
Chrysotus philtrum - 
Chrysotus picticornis - 
Chrysotus pictipes - 
Chrysotus pilicornis - 
Chrysotus pilitibia - 
Chrysotus polaris - 
Chrysotus polleti - 
Chrysotus polychaetus - 
Chrysotus pomeroyi - 
Chrysotus proximus - 
Chrysotus pseudexcisus - 
Chrysotus pseudocilipes - 
Chrysotus pseudoniger - 
Chrysotus pulchellus - 
Chrysotus pulcher - 
Chrysotus pygmaeus

### Q
Chrysotus quadratus

### R
Chrysotus rauterbergi - 
Chrysotus ringdahli - 
Chrysotus romanicus - 
Chrysotus rubzovi

### S
Chrysotus sagittarius - 
Chrysotus serratus - 
Chrysotus setifer - 
Chrysotus seychellensis - 
Chrysotus shannoni - 
Chrysotus sibiricus - 
Chrysotus silvicola - 
Chrysotus simulans - 
Chrysotus singularis - 
Chrysotus smithi - 
Chrysotus soleatus - 
Chrysotus spinipes - 
Chrysotus straeleni - 
Chrysotus suavis - 
Chrysotus subapicalis - 
Chrysotus subcaudatus - 
Chrysotus subcostatus - 
Chrysotus subfemoratus - 
Chrysotus subjectus - 
Chrysotus superbus

### T
Chrysotus tarsalis - 
Chrysotus teapanus - 
Chrysotus tennesseensis - 
Chrysotus terminalis - 
Chrysotus tibialis - 
Chrysotus triangularis - 
Chrysotus tricolor - 
Chrysotus tuberculatus - 
Chrysotus tumidipes

### U
Chrysotus unicolor - 
Chrysotus uniseriatus

### V
Chrysotus varipes - 
Chrysotus velox - 
Chrysotus verecundus - 
Chrysotus verralli - 
Chrysotus vicinus - 
Chrysotus viridifemora - 
Chrysotus viridifemoratus - 
Chrysotus viridis - 
Chrysotus vividus - 
Chrysotus vladimiri - 
Chrysotus vockerothi - 
Chrysotus vugaris - 
Chrysotus vulvanicola

### W
Chrysotus weii - 
Chrysotus wisconsinensis

### X
Chrysotus xanthocal - 
Chrysotus xanthoprasius - 
Chrysotus xiaolongmensis - 
Chrysotus xiphostoma

### Z
Chrysotus zlobiniani